# Fight (gruppo musicale)
I Fight furono un gruppo heavy metal formato nel 1993 in Arizona, Stati Uniti, dal frontman dei Judas Priest Rob Halford.
La band anglo-americana, venne fondata dal cantante dei Judas Priest Rob Halford, personaggio leggendario nella storia dell'heavy metal, dopo alcuni diverbi con la sua band storica. Il gruppo prese le distanze dall'heavy metal classico e tecnico dei Priest, prendendo spunto dallo stile dei Pantera, il groove metal, che in quel periodo ottenne particolari consensi all'interno della scena heavy metal.

## Storia
Terminato il tour di Painkiller, nei Judas Priest sorsero forti dissidi che culminarono con l'inaspettata uscita di Halford dal gruppo. Esistevano diverse versioni: si dice che abbandonò per le condizioni fisiche non buone dovute all'incidente di Toronto, inoltre è stato detto che andò via perché sconvolto dal suicidio dei due fans dei Judas Priest, infine si vocifera che lasciò il gruppo perché stavano circolando troppe voci sulla sua omosessualità (che verrà rivelata, dallo stesso cantante, nel 1998). Il 3 marzo 1992 Halford sfruttò l'opportunità di raggiungere i Pantera in concerto al locale Irvine Meadows in California dove assieme suonarono le reinterpretazioni dei Judas Priest "Grinder" e "Metal Gods". Questi di risposta collaborarono con il cantante alla composizione di una traccia chiamata "Light Comes Out Of Black"
. Registrata a Dallas, la traccia verrà inclusa nella colonna sonora del film Buffy: The Vampire Slayer in luglio. Ispirato dal nuovo stile dei Pantera, il cantante decise di fondare un nuovo progetto, portando con sé il batterista Scott Travis (prima di entrare nei Priest, questo era stato membro degli Hawk, Racer X e The Scream). Il resto della formazione venne composta da Brian Tilse alla chitarra e Jay Jay (vero nome John Brown) al basso, mentre alla seconda chitarra figurava Russ Parrish, chitarrista proveniente da un progetto del bassista dei Dokken Jeff Pilson chiamato War & Peace (in seguito Parrish suonerà negli Steel Panther). Jay Jay, era all'epoca impegnato in un altro progetto parallelo, i Satanic Industries Ltd., un gruppo industrial metal con cui aveva inciso un disco omonimo nel 1993. Jay Jay incontrò Rob grazie alla sua attività di tatuatore al HTC Precision Piercing di Phoenix, Arizona, quando gli disegno alcuni tatuaggi. Questa formazione incise delle demo al Vintage Sound Studio di Phoenix, trovando presto un accordo discografico con la Epic Records. In seguito il gruppo debuttò live al Mason Jar di Phoenix, Arizona nell'agosto 1993. L'album di debutto War of Worlds, pubblicato nel settembre 1993, prendeva strade separate dal classico stile dei Judas Priest. Halford abbassò di tono la sua voce, così come le chitarre, semplificando anche la struttura dei brani. Le tracce erano state registrate ai Wisseloord Studios di Hilversum, Paesi Bassi sotto la produzione dello stesso Halford e Attie Bauw. Molti criticarono questo lavoro per essere semplicemente una copia dello stile dei Pantera, tuttavia il gruppo riuscì a conquistare una buona fetta di sostenitori. War Of Words entrò nelle classifiche statunitensi piazzandosi al n° 83, mentre Attie Bauw ricevette un paio di nomination ai Grammy Awards per "Producer of the Year" e "Best Engineered Album". I tour ebbero inizio a Francoforte, Germania il 19 ottobre, supportati dai The Organization. Le date in Inghilterra furono senza supporto al Nottingham Rock City al Astoria 2 di Londra, dove vennero però mal accolti da alcuni fans dei Priest. Il cantante reagì criticando i media britannici. Negli States Halford venne invece accolto positivamente, intraprendendo una serie di date nel ruolo di headliner con i Cathedral l'11 novembre al Chance di Poughkeepsie, New York. Il Nailed To The Road tour, al fianco dei Voivod, ebbe luogo al Sunset Strip di Orlando, Florida il 6 gennaio. Seguirono altre date in Giappone, Australia e Sud America. Russ Parrish abbandonò presto la formazione per raggiungere il cantante dei Racer X Jeff Martin ed il chitarrista Paul Gilbert in una reinterpretazione band glam chiamata The Electric Fence. Halford arruolò il nativo di Tucson Robby Lochner, per il resto del tour. La nuova formazione debuttò durante alcune date negli USA al fianco degli Anthrax in aprile. In luglio il gruppo venne invitato a far parte del Summer Shit tour con i Metallica e i Suicidal Tendencies. Il 21 agosto, al Bicentennial Park di Miami, Florida i Metallica diedero l'addio al tour con i Fight invitandoli sul palco durante la loro performance suonando la reinterpretazione dei Judas Priest "Rapid Fire". Una volta completate le date, Lochner intraprese la carriera solista.
Nel gennaio 1994 seguì la pubblicazione del EP Mutations comprendente remix e tracce live, inclusa la reinterpretazione dei Judas Priest "Freewheel Burning". Halford in questo periodo diede una mano alla thrash metal band Allegiance ad emergere, assicurando loro un contratto con la Polygram per il loro debutto D.E.S.T.I.T.U.T.I.O.N. (1994). Verso la fine dello stesso 1994, Halford prese parte ad un progetto chiamato "Bullring Brummies", fondato unicamente per partecipare al tribute album dei Black Sabbath Nativity in Black: A Tribute to Black Sabbath. Questo progetto era composto dalla sezione ritmica dei Sabbath con Geezer Butler al basso e Bill Ward alla batteria, Wino degli The Obsessed e Jimmy Wood all'armonica, per registrare il brano "The Wizard". I Fight riapparirono verso la fine del 1994 con un nuovo singolo natalizio trasmesso nelle radio dal titolo di "Christmas Ride".
Nell'aprile 1995 il gruppo passò alla pubblicazione del secondo album A Small Deadly Space, che non ottenne buone posizioni nelle classifiche americane piazzandosi al n° 120. Questo album vedeva l'entrata del nuovo chitarrista ritmico Mark Chaussee. Per questo lavoro la band optò per collaborare nuovamente con il produttore Attie Bauw. Poco prima della pubblicazione del disco, il 12 marzo, Halford partecipò al concerto di beneficenza LIFEbeat al Los Angeles Palladium, cantando i brani dei Judas Priest "Rapid Fire" e "Solar Angels" con gli Anthrax.

## Formazione

### Ultima
- Rob Halford - voce
- Mark Chaussee - chitarra
- Brian Tilse - chitarra
- Jay Jay (John Brown) - basso
- Scott Travis - batteria

### Ex componenti
- Russ Parrish - chitarra, tastiere
- Robby Lochner - chitarra

## Discografia

### Album in studio
- 1993 - War Of Words
- 1995 - A Small Deadly Space

### EP
- 1994 - Mutations

### Raccolte
- 2006 - K5: The War of Words Demos
- 2008 - Into the Pit (box set)